# مايكل لينك
ستانلي مايكل لينك (مواليد ١٩٥٢م) أكاديمي قانوني كندي. يعمل حاليًا أستاذًا مشاركًا في جامعة ويسترن أونتاريو. شغل منصب المقرر الخاص المعني بحالة حقوق الإنسان في الأراضي الفلسطينية المحتلة منذ عام ١٩٦٧م، من عام ٢٠١٦ إلى عام ٢٠٢٢م.

## الحياة المبكرة والتعليم
وُلِد مايكل لينك في هاليفاكس، نوفا سكوشا لوالديه: سارة وستانلي لينك.  كان أجداده من جهة والدته مهاجرين لبنانيين إلى كندا. 
حصل لينك على درجة البكالوريوس في الآداب من جامعة دالهوزي في عام 1974م، ثم حصل على درجة البكالوريوس في القانون من نفس الجامعة في عام 1981م، قبل أن يكمل درجة الماجستير في القانون في جامعة كوينز.

## المسيرة المهنية
لينك أستاذ مشارك في القانون بجامعة ويسترن أونتاريو . عُيّن في البداية عام ١٩٩٩م، ودرّس دورات في العمل، وحقوق الإنسان، وقانون الإعاقة، والقانون الدستوري والإداري. شغل منصب عميد مشارك للكلية بين عامي ٢٠٠٨ و٢٠١١م. لينك مُحكّم، عمل في مجلس تسوية المظالم في أونتاريو، وشغل منصب نائب رئيس مجلس مظالم الخدمة العامة في أونتاريو. له مؤلفات مُوسّعة حول قضايا قانون العمل وحقوق الإنسان في أماكن العمل الكندية النقابية، وهو مُتحدث مُستمر في مؤتمرات العلاقات الصناعية وقانون العمل في جميع أنحاء البلاد. 

## الحياة الشخصية
لينك متزوج من جيل تانسلي، ولديه طفلان، ماثيو لينك وبيترا تانسلي. 